# クチューカイ
クチューカイ（リトアニア語: kūčiukai、šližikai, prėskutė クリスマスのビスケット）は、リトアニアの焼き菓子でクリスマス・シーズンには欠かせないとされる。日本語のカタカナ表記ではクーチュカイもある。
ポピーシード（ケシの実）入りの一口サイズのクッキー（ビスケット）であり、そのまま食べたり、ポピーシードをすりつぶしてポピーミルクを作り、ひたして食する習慣がリトアニアにはある。
名称は「クリスマス・イブのクッキー」の意味である。リトアニアではクリスマス前夜の晩餐「クーチョス」（Kūčios）という肉を使わない行事食に必ず供される。ほんのりした甘さは好みで調整し、焼き菓子としてそのまま食べたり、クランベリーを煮たキセリというジャムのような果物ソースを添えたりもする。

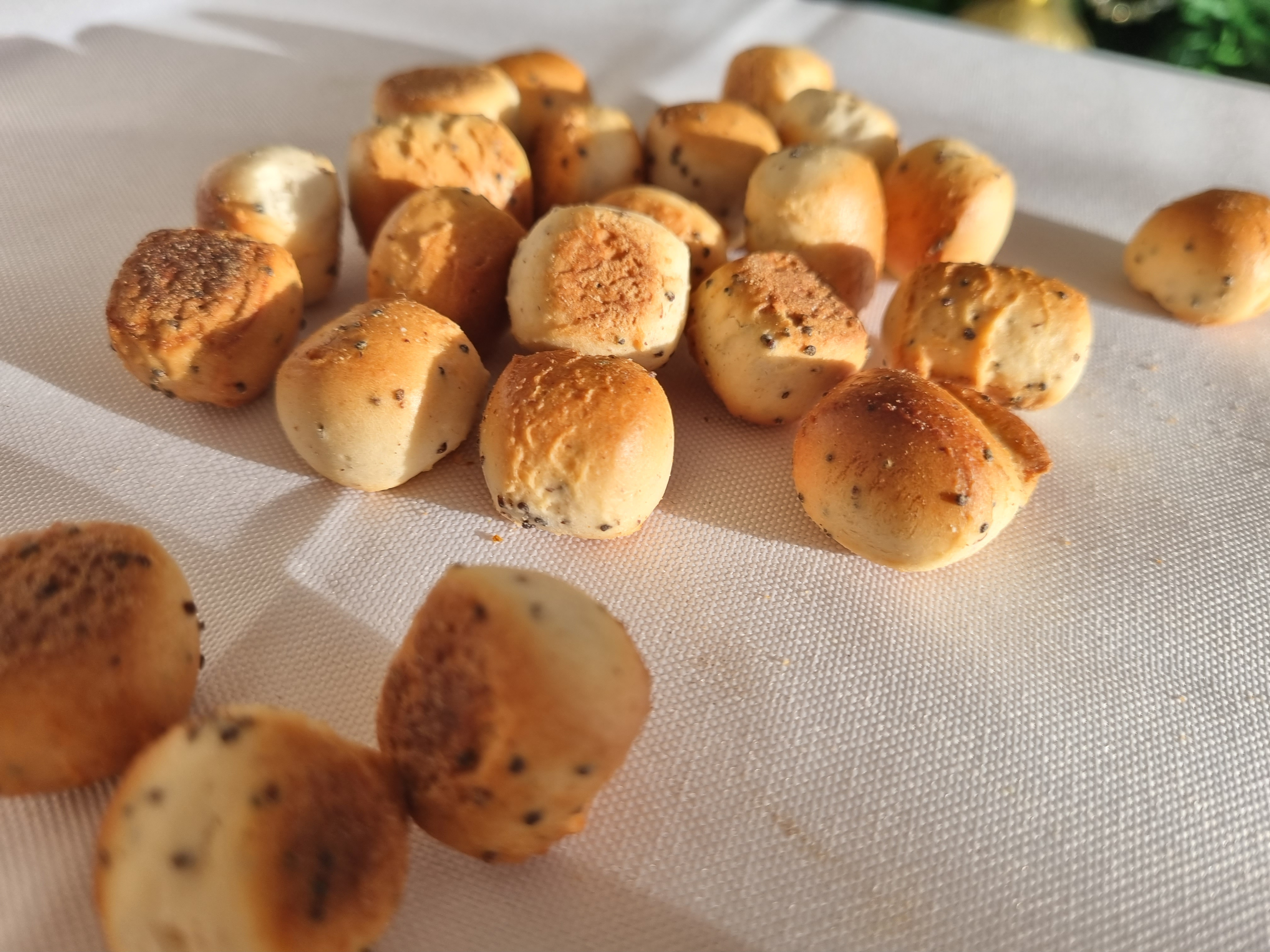
クチューカイの例（1）

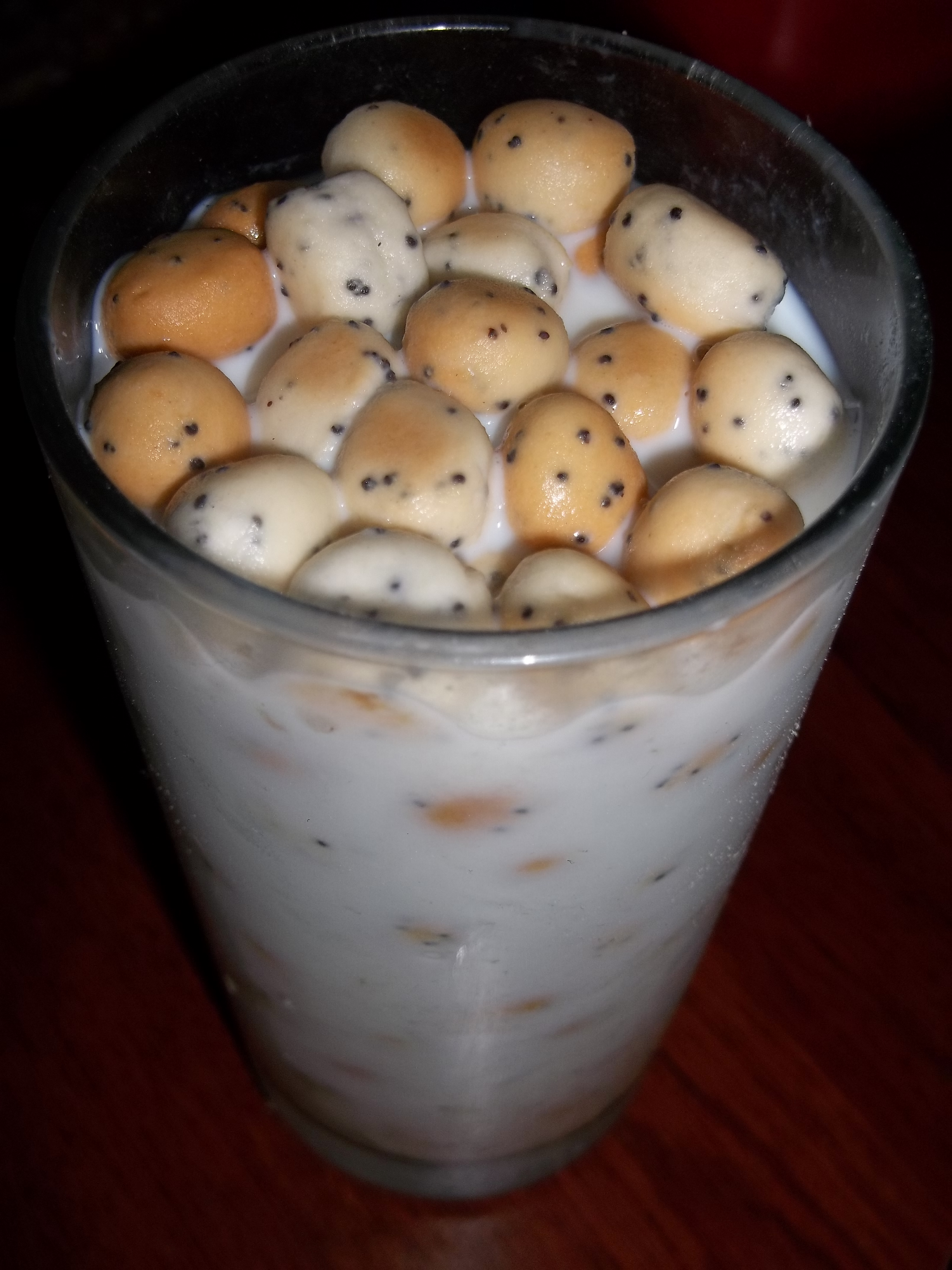
グラスのポピーミルクに浸しても食される

## 作り方
場所によっては原料に小麦だけでなく、オオムギやソバの粉を使うところもあった。イースト発酵させた生地は延べ棒で伸ばしてから棒状に切り分け、クルミほどの1.5–2 cmに切り分けて、1粒ずつ丸めていく。
クチューカイと言っても南西部のスヴァルキヤ（Suvalkija）では小さなロール状に焼いて、食べるときに砕いた。北東部のアウクシュタイティヤ地方、北西部のジェマイティヤ地方と比べると少し大ぶりである。19世紀後半から20世紀にパン焼きがまの底板に並べて、後には土鍋に入れて焼いた。

## 名称
kūčiukųには約25種類の名前がある。小麦粉を酵母で発酵させた小さな丸い焼き菓子は、わりあい最近になって一般に「クチューカイ」と呼ばれるようになった。リトアニア語の方言では、プレッツェル（prėskučiai ; prėskieniai）、ナメクジ（šližikai, šlyžikai）を含め、さまざまな呼び名があった。

## 歴史
古代の料理クーチャ（リトアニア語: Kūčia）とは小麦か豆、エンドウかオオムギをすりつぶし、ケシの種子を混ぜて蜂蜜で甘味を添えた料理であった。現在のリトアニア北東部高地のアウクシュタイティヤ地方ではクーチャを「大粒の挽き割りオオムギの粥（かゆ）」と呼んだ時代があり、蜂蜜を垂らした水をふりかけてケシの種子をまぶして食べた。20世紀初頭、パネヴェジースとその地方では小麦と豆を主な材料にして、ケシの種子と蜂蜜で甘みを添えていた。クリスマス菓子にはさまざまな類型があり、穀物を全粒またはわずかに粗挽きにして蜂蜜で甘みを添え、ケシまたは麻の種子で風味を添えることが共通点である。
リトアニアでは第一次世界大戦後、ケシの実入りの小さなパンを焼くようになり、それを「クチューカイ」Kūčiukaiと名付けた。このパンをズーキヤ地方では平らに伸ばして焼き、それを家族で砕いてからケシの実をすりつぶした飲料につけてふやかしながら食べた。リトアニア南西部のスヴァルキヤ地方は昔、今よりも大きめで細長い形に焼いていた。
小麦粉の生地にイースト菌を加えて膨らませ、小さく丸める焼き方が一般に広まったり、それをクリスマスのケーキという意味で「クチューカイ」と呼んだりするのも、わりあい最近の慣習である。
どことなく魔法めいたクリスマス・イブには、この菓子をゲームに使ったり、クイズやおまじないに取り入れたり、贈り物にする。大昔の習慣では、主婦はクリスマスイブに忘れずにクチューカイを焼くものとされていた。

## 意味
クリスマス休暇にサンタクロースが占める重要性に劣らず、リトアニア人はパンそのものにも意味を認め、古代からパンを尊んできた。サンタクロースにはキリスト教信仰以前の「異教」の時代から連綿と続く象徴的な意味がある。古代、冬至に「ドゥオナ」（duona）と呼ぶパンを先祖に捧げ、やがて時代が下がるとパンの供物を捧げる代わりに象徴として自分たちでクーチュク（kūčiukų）を食べることに置き換わっていく。
クーチュカイ（Kūčiukai）の原義は儀式用のパンで、羊に餌として与えると称して、本物のパンに似せた食品を用意した。粉を焼いた伝統の食材は亡くなった家族も楽しめるよう、一晩、食卓の上に出しておいたことから、「死者の糧（かて）」あるいは「最後の晩餐のパン」、または「愛の象徴」とも呼ばれた。